# Московска епархија (1917—2021)
Московска епархија (рус. Московская епархия) била је специфична епархија Руске православне цркве од 1917. до 2021.
Њена територија се састојала из града Москве и Московске области, а имала је два епархијска архијереја. Град се налазио под управом патријарха, а област под управом патријарашког намјесника.
Након 13. априла 2021. умјесто специфичне и широке Московске епархије постоји ужа Московска епархија и нова Московска митрополија.

## Устројство
Према Уставу Руске православне цркве прописано је да се Московска епархија састоји из града Москве и Московске области. Њен епархијски архијереј је био патријарх московски и све Русије и у управљању епархијом помагао му је патријарашки намјесник са титулом митрополита крутицког и коломенског који је имао права епархијског архијереја. Територију Московске епархије којом је управљао патријарашки намјесник је одређивао патријарх.
Одлуком Светог синода Руске православне цркве од 13. априла 2021. године на територији Московске области образована је Московска митрополија која обједињује пет епархија (Коломенску, Балашихинску, Одинцовску, Подољску и Сергијевопосадску). Сходно томе, митрополит крутицки и коломенски је постао патријарашки намјесник Московске митрополије и епархијски архијереј Коломенске епархије.
Московска епархија је све до образовања Московске митрополије била заправо једна епархија са два епархијска архијереја и њен положај у црквеној организацији је био специфичан. Радило се о двојној епархији тј. епархији која се територијално састојала из два дијела. Обје епархијске територије су имале свог епархијског архијереја и своје епархијске органе као да су у питању биле двије епархије.

### Градска епархија
Под називом „Московска градска епархија” подразумијевао се дио Московске епархије који је патријарх оставио себи на управљање (територија града Москве). У црквеној организацији рачунала се као пуноправна епархија која је имала своју Епархијску скупштину и Епархијски савјет и своја викаријатства и викарне архијереје. Територија Московске градске епархије је сада територија уже Московске епархије.

### Обласна епархија
Под називом „Московска обласна епархија” подразумијевао се дио Московске епархије који је патријарх одредио патријарашком намјеснику на управљање (територија Московске области). У црквеној организацији рачунала се као пуноправна епархија која је имала своју Епархијску скупштину и Епархијски савјет и своје викарне архијереје. Територија Московске обласне епархије је сада територија нове Московске митрополије.